# Geometrický tok
V diferenciální geometrii označuje pojem geometrický tok, či rovnice geometrického vývoje, určitý druh parciální diferenciální rovnice pro geometrický objekt, jako je Riemannova metrika nebo vnoření. Nejedná se o formálně definovaný termín, ale obvykle se jím rozumí parabolické parciální diferenciální rovnice.
Určité geometrické toky vznikají jako gradientní toky spojené s funkcionálem na varietě, který má nějakou geometrickou interpretaci obvykle spojenou s nějakou extrinsickou či intrinsickou křivostí. Takové toky fundamentálně souvisejí s variačním počtem a zahrnují tok střední křivosti a Jamabeho tok.

## Příklady

### Extrinsické
Extrinsické geometrické toky jsou toky na topologicky vnořených subvarietách nebo obecněji vnořených subvarietách. Tyto v obecnosti mění jak Riemannovu metriku, tak ono vnoření.
- Tok střední křivosti: například u mýdlových povrchů; kritickými body jsou minimální plochy.
- Tok zkracující křivku: jednorozměrný případ toku střední křivosti.
- Willmorův tok: například v minimaxových everzích koulí.
- Tok inverzní střední křivosti.

### Intrinsické
Intrinsické geometrické toky jsou toky na Riemannově metrice, nezávislé na jakémkoli (topologickém) vnoření.
- Ricciho tok: například v řešení Poincarého hypotézy a v důkazu uniformizační věty Richarda S. Hamiltona.
- Calabiho tok: tok na Kählerových metrikách.
- Jamabeho tok.

## Třídy toků
Důležitými třídami toků jsou toky zakřivení, variační toky (které extremizují některé funkcionály) a toky, co se objevují jako řešení parabolických parciálních diferenciálních rovnic. Nějaký daný tok často připouští všechny tyto interpretace, viz níže.
Nechť {\displaystyle L} je eliptický operátor. Z parabolické PDR {\displaystyle u_{t}=Lu} dostáváme tok, jehož stacionární stavy jsou řešením eliptické parciální diferenciální rovnice {\displaystyle Lu=0.}
Pokud je rovnice {\displaystyle Lu=0} Eulerova–Lagrangeova rovnice pro nějaký funkcionál {\displaystyle F,} pak lze onen tok interpretovat jako gradientový (variační) tok {\displaystyle F,} jehož stacionární stavy odpovídají kritickým bodům daného funkcionálu.
V kontextu geometrických toků je daný funkcionál často {\displaystyle L^{2}} norma nějaké křivosti.
Tedy vzhledem ke křivosti {\displaystyle K} lze definovat funkcionál {\displaystyle F(K)=\|K\|_{2}:=\left(\int _{M}K^{2}\right)^{1/2},} jehož Eulerova–Lagrangeova rovnice je tvaru {\displaystyle Lu=0,} pro nějaký eliptický operátor {\displaystyle L,} a související parabolická PDR je tvaru {\displaystyle u_{t}=Lu.}
Ricciho tok, Calabiho tok a Jamabeho tok lze získat tímto způsobem (v některých případech s průběžnými normalizacemi).
Toky křivosti mohou nebo nemusí zachovávat objem (Calabiho tok jej zachovává, zatímco Ricciho tok nikoli). Pokud objem daný tok nezachovává, pak může daný tok prostě danou varietu zvětšit či zmenšit, aniž by regularizuval metriku. Kvůli tomu se často toky normalizují, například zafixováním objemu.